# Мицкунай
Мицку́най (лит. Mickūnai, пол. Mickuny, рус. Мицкуны) — местечко на территории самоуправления Вильнюсского района, в 14 км к востоку от Вильнюса, при шоссе Вильнюс — Лаворишкес — Полоцк; центр староства площадью 54 км2, включающего 34 деревни, с населением более 5000 жителей.

## Инфраструктура
Через местечко протекают Вильня и её приток Мукна. К северо-востоку от местечка располагается гидрографический заповедник Вильни. В местечке имеются костёл Вознесения Пресвятой Девы Марии (построен в 1826 году), почта, амбулатория, гимназия (бывшая средняя школа), детский сад-ясли, кладбище советских воинов.

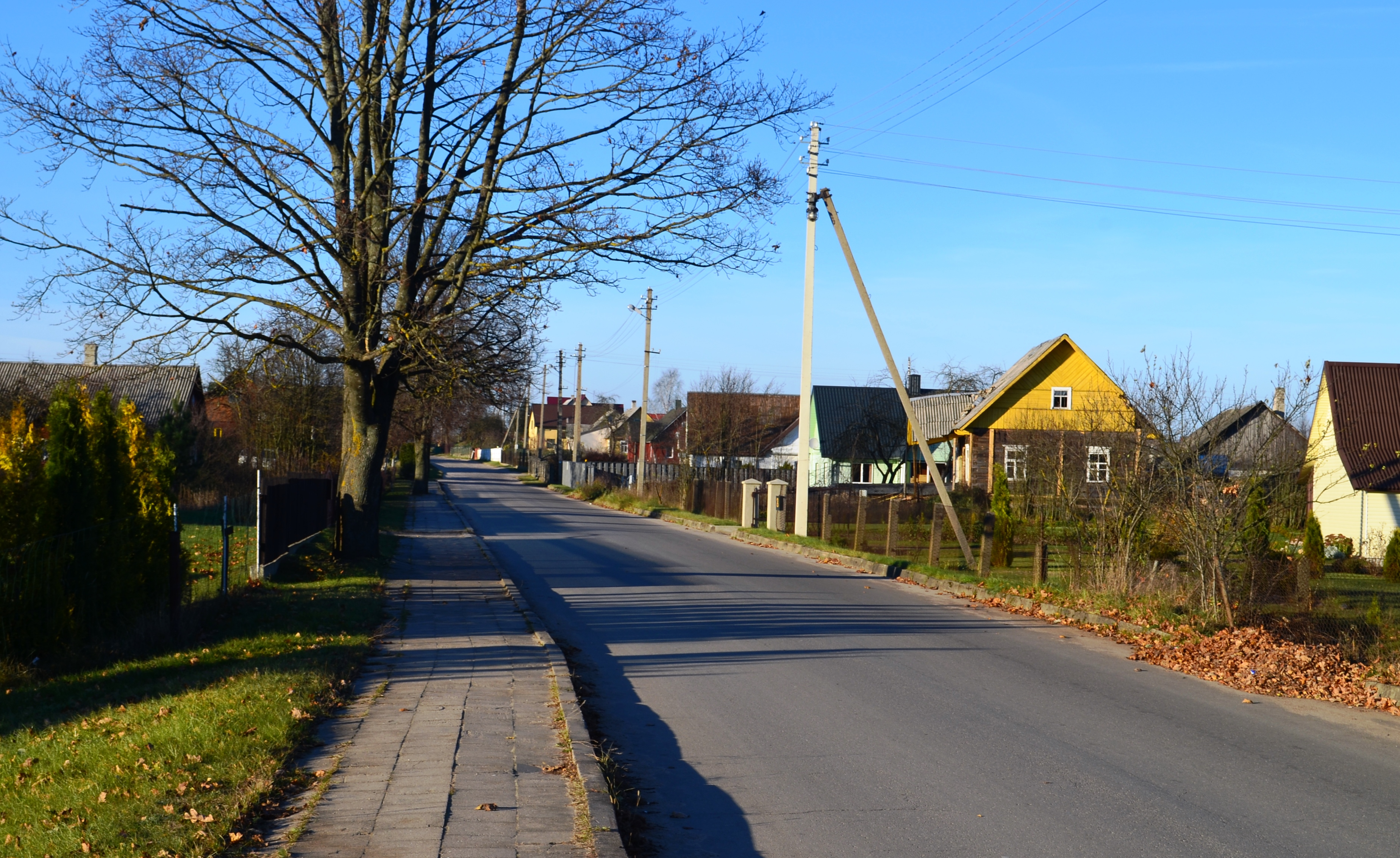
Улица Ужупё в Мицкунай

Кладбище с братскими могилами 154 советских воинов, погибших при освобождении Вильнюса, находится в центре местечка. Оно было обустроено в 1944 году. На трёх надгробных плитах высечены фамилии и воинские звания похороненных воинов. В центре кладбища на пьедестале высится обелиск из тёмного шлифованного гранита. К обелиску прикреплён металлический венок с надписью на русском языке:

Вечная слава летчикам-гвардейцам—майору Барабанщикову В. Ф. 1912 г., лейтенанту Сычеву В. Н. 1923 г., лейтенанту Холоду Ф. Н. 1922 г., сержанту Трегубову В. Ф. 1923 г., погибшим в борьбе с немецкими захватчиками в ночь на 6 января 1945 г.

## Население
В 1886 году было 153 жителя, в 1931 — 142, в 1959 — 551, в 1970 — 1014, в 1979 — 1084, в 1989 — 1449, в 2001 — 1415 жителя. В 2007 население составляло 1852 человек; в настоящее время насчитывается 1389 жителей (2011).

## История

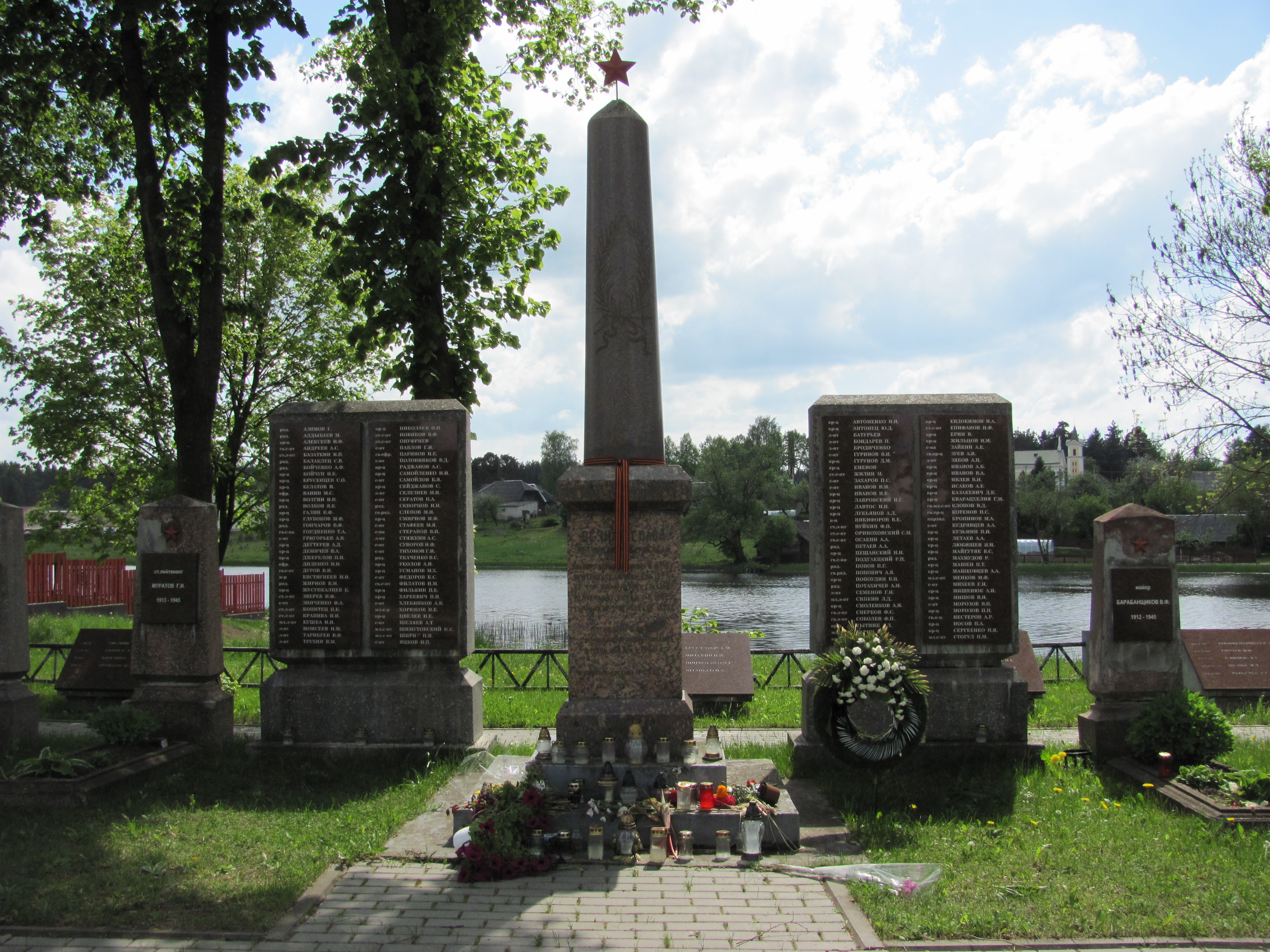
Памятник на кладбище солдат и офицеров Красной армии

В XVII — XVIII веках упоминалось Мицкунское имение, принадлежавшее Виленскому капитулу. Начало поселению положила часовня, построенная в первой половине XVIII века. В 1775 году здесь было 6 дворов. К началу XIX века Мицкунами владела семья Семашко. В 1802 году здесь родился известный врач и мемуарист Станислав Моравский (его мать, урождённая Марианна Семашко, вышла замуж за Аполлинария Моравского, казначея последнего польского короля и великого князя литовского Станислава Понятовского). В 1818—1824 годах Мицкунским имением владел профессор императорского Виленского университета Август Бекю, отчим поэта Юлиуша Словацкого.
В 1826 году был построен каменный костёл, в 1871—1915 годах обращённый в православную церковь.
В 1905 году Феликс Дзержинский организовал в Мицкунах митинг против российской власти. В 1920—1939 годах деревня Мицкуны входила в Виленский уезд Виленского края, принадлежавший Польше. После Второй мировой войны Мицкуны стали местечком. В 1950—1994 годах были центром апилинки, с 1950 года — центральной усадьбой колхоза имени Дзержинского.

## Герб
13 сентября 2013 года декретом президента Литовской Республики утверждён герб местечка Мицкунай